# Diocese de São Miguel Paulista

Província Eclesiástica de São Paulo

A Diocese de São Miguel Paulista (Dioecesis Sancti Michaëlis Paulinensis) é uma divisão territorial da Igreja Católica no estado de São Paulo. Foi criada em 15 de março de 1989 pela bula Constant Metropolitanam Eclesiam, do então Papa, João Paulo II. Sua instauração aconteceu apenas no dia 28 de maio, quando tomou posse o seu primeiro bispo diocesano, Dom Fernando Legal SDB, pelas mãos do então cardeal arcebispo de São Paulo, Dom Paulo Evaristo Arns. 

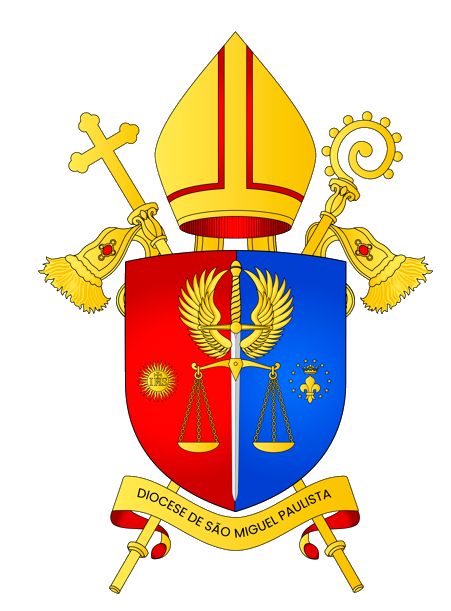
Brasão da Diocese de São Miguel Paulista

## Dados históricos
Territorialmente, trata-se da menor diocese do Brasil e uma das menores do mundo, com apenas 196 quilômetros quadrados de área. Todavia, a população abrangida ultrapassa dos três milhões de habitantes tornando-se uma das maiores em população. Situa-se extremo leste do município de São Paulo, limitando-se a oeste e sul com a Arquidiocese de São Paulo, a norte com a Diocese de Guarulhos e a leste com a Diocese de Mogi das Cruzes.
Internamente, a diocese está eclesiasticamente dividida cinco regiões episcopais: Itaquera, Guaianases, Itaim Paulista, Penha e São Miguel, que por sua vez são divididas em catorze setores pastorais: Cidade A. E. Carvalho, Cidade Tiradentes, Itaquera, Guaianases, Artur Alvim, Cangaíba, Cidade Líder, Vila Esperança, Ermelino Matarazzo, Itaim Paulista, Jardim Helena, Jardim Silva Teles, Ponte Rasa e São Miguel.
Em 9 de janeiro de 2008, o Papa Bento XVI, aceitando a renúncia de Fernando Legal, nomeou o segundo bispo da Diocese de São Miguel, Dom Manuel Parrado Carral, então bispo auxiliar da Arquidiocese de São Paulo, vigário episcopal da Região Sé. A posse aconteceu no dia 2 de março de 2008.
Dom Manuel ficou por 14 anos no pastoreio, até pedir renúncia em meados de 2022 por motivos de idade e de saúde, sendo esta aceita pelo Papa Francisco em dezembro de 2023. Em seu lugar foi nomeado Dom Algacir Munhak, natural de Cascavel (Paraná), apossado em 8 de janeiro de 2023.

## Divisão territorial
O território da Diocese de São Miguel Paulista está contido inteiramente dentro dos limites do município de São Paulo. A diocese é dividida em três regiões episcopais: São Miguel, Itaquera-Guaianases e Penha. Possui 104 paróquias e duas áreas pastorais, com 142 padres entre seculares e religiosos e 07 diáconos permanentes.

## Bispos
|                | Nome                              | Período    | Notas                                |
| Bispos         | Bispos                            | Bispos     | Bispos                               |
| -------------- | --------------------------------- | ---------- | ------------------------------------ |
| 3º             | Algacir Munhak, C.S.              | 2022–atual |                                      |
| 2º             | Manuel Parrado Carral             | 2008–2022  | Bispo emérito                        |
| 1º             | Fernando Legal, S.D.B.            | 1989–2008  |                                      |
| Bispo-auxiliar |                                   |            |                                      |
|                | José María Libório Camino Saracho | 1999–2002  | Nomeado Bispo de Presidente Prudente |